# Solana (blockchain)
Ne doit pas être confondu avec Solana.
Solana, lancée en 2020, est la sixième cryptomonnaie la plus capitalisée.
Solana est aussi une plateforme de blockchain publique avec des fonctionnalités de contrats intelligents. Il s'agit de l'une des principales blockchain concurrente d'Ethereum,, à la manière d'une plateforme d'échange de cryptomonnaies.

## Histoire

### Création et premiers usages
Le projet Solana est décrit par Anatoly Yakovenko dans un livre blanc publié en novembre 2017. Le livre blanc présente une technique appelée « preuve d'histoire ». Le 16 mars 2020, le premier bloc de Solana est créé.
Solana dispose d'un jeton dit natif : sol.
En septembre 2020, Tether annonce la disponibilité du crypto-actif Tether (abrégé USDT) sur Solana. En janvier 2021, Circle publie[pas clair] son crypto-actif "USD Coin" (abrégé USDC) sur Solana.
En juin 2021, Solana a lève 314 millions de dollars à l'aide d'Andreessen Horowitz.
En septembre 2021, la journaliste de Bloomberg Joanna Ossinger décrit Solana comme « un rival potentiel à long terme pour Ethereum », citant des vitesses de transaction supérieures et des coûts inférieurs,.
En décembre 2021, Melania Trump publie sur Solana son premier NFT qui aurait été vendu pour 1 SOL. Un représentant de Solana déclare qu'il ne s'agit pas d'une initiative de Solana.
Le 20 février 2022, le festival de musique Coachella utilise les NFT de Solana pour offrir des avantages tels que les accès VIP au festival.
Au début du mois de décembre 2023, Solana sort le Saga, un smartphone conçu pour l'utilisation de la blockchain et du Web3, développé en collaboration par Solana et Osom, une société de matériel mobile. L'appareil a eu du mal à se vendre, n'écoulant que 2 500 unités au début. Cependant, la distribution de jetons $BONK sous forme d'airdrop aux utilisateurs du téléphone a transformé sa performance sur le marché. Ces jetons, d'une valeur initiale d'environ 10 dollars, ont considérablement augmenté en valeur, rendant l'airdrop d'une valeur de plus de 2 000 dollars, dépassant le coût du téléphone et entraînant des ventes rapides.

### Évolutions
La blockchain Solana connait six pannes au cours de l'année 2022.
En novembre 2022, Google annonce être devenu un validateur de Solana. Le même mois, le prix de Solana chute de 40 % en un jour à la suite de la crise de liquidité de FTX, en raison de la vente d'Alameda Research, Solana étant la deuxième plus grande participation d'Alameda. À l'époque, FTX détenait 982 millions de dollars en jetons Solana. Sur l'année 2022, Solana perd plus de 50 milliards de dollars en valeur soit 96 % de sa valeur,.
En décembre 2022, la cryptomonnaie bondit de 23 % à la suite d'un tweet du cofondateur d'Ethereum, Vitalik Buterin, évoquant un « bel avenir » à la blockchain Solana.
En février 2023, Def Jam et Universal Music Group signent The Whales, un groupe de musique avatar gamifié construit autour des NFT de Solana.
En 2024, la blockchain Solana devient le nouveau repaire des memecoins, sorte de jetons numériques relatifs à une photo, une vidéo, une phrase, un mot, un gif animé, un son, un personnage fictif ou réel ou une communauté.
En juin, deux développeurs (Light Protocol et Helius Labs, basés sur Solana) lancent une technologie de mise à l'échelle de couche un (L1) dite ZK Compression, annoncée comme devant réduire les coûts on-chain sur Solana « de plusieurs ordres de grandeur », avec « tous les avantages d'un roll-up sans aucun inconvénient ». Selon Ryan Berckmans (développeur d'Ethereum), ZK Compression est « en fait un L2 ».

## Qualités

### Sobriété énergétique
Selon le rapport de la Fondation Solana, une seule transaction Solana nécessite environ 2 000 Joules (à titre de comparaison, une seule recherche sur Google consommerait environ 1 080 J).
Cette cryptomonnaie ferait donc partie des « bons élèves » sur le plan environnemental,,.

### Capacité et rapidité
En 2024, la plateforme ou le réseau Solana vise l'installation d'une mise à jour logicielle pour être capable de traiter un million de transactions par seconde, soit la chaîne de blocs la plus capacitaire.